# Горноключевское городское поселение
Горноключевское городско́е поселе́ние — городское поселение в Кировском районе Приморского края.
Административный центр — пгт Горные Ключи.

## История
Статус и границы городского поселения установлены Законом Приморского края от 29 декабря 2004 года № 215-КЗ «О Кировском муниципальном районе»

## Население
| 2005  | 2010  | 2011  | 2012  | 2013  | 2014  | 2015  |
| ----- | ----- | ----- | ----- | ----- | ----- | ----- |
| 5775  | ↘5267 | ↘5257 | ↘5224 | ↘5142 | ↘5043 | ↘4964 |
| 2016  | 2017  | 2018  | 2019  | 2020  | 2021  | 2023  |
| ↘4879 | ↘4783 | ↘4732 | ↘4648 | ↘4614 | ↗4866 | ↘4748 |

## Состав городского поселения
В состав городского поселения входят 2 населённых пункта:
| № | Населённый пункт | Тип населённого пункта      | Население |
| - | ---------------- | --------------------------- | --------- |
| 1 | Горные Ключи     | пгт, административный центр | ↘4159     |
| 2 | Уссурка          | село                        | ↘541      |

## Местное самоуправление
Администрация
Адрес: 692086, пгт Горные Ключи, пр-т Лазурный, 2. Телефон: 8 (42354) 24-3-18
Глава администрации
- Сальников Фёдор Иванович